# Кіпіані Давид Ілліч
Дави́д Іллі́ч Кіпіа́ні (груз. დავით ილიას ყიფიანი; 28 червня 1980, Тбілісі, Грузинська РСР — 21 лютого 2014, Київ, Україна) — Герой Небесної Сотні, учасник Євромайдану. Помер від зупинки серця, є одним із загиблих протестувальників, названих «Небесною сотнею».

## Біографія
Давид Кіпіані народився 28 червня 1980 року в Тбілісі у Грузії. Його мати була українкою, батько — грузином, обоє померли, коли Давиду виповнився двадцять один рік. Хлопець здобув середню спеціальну освіту, працював у Грузії. Згодом, у пошуках роботи, переїхав до України, жив тут близько року, працював електриком, муляром. Мав дружину Ію Оніані та півторарічного сина Лашу Георг
ія. З 2012 року був членом партії «Єдиний Національний Рух» та грузинського молодіжного неурядового об'єднання «Вільна зона».
В акціях на підтримку Євромайдану Давид Кіпіані брав участь від перших днів, входив до грузинського взводу 28-ї сотні Самооборони Майдану. 20 лютого 2014 він також був у центрі столиці: допомагав укріплювати барикади, переносив поранених і загиблих. Пізно ввечері його самого було знайдено непритомним у підземному переході, на вулиці Хрещатик у Києві, біля однієї з барикад, що були зведені біля ЦУМу.
Врятувати життя Давида Кіпіані медикам не вдалося: близько першої години ночі 21 лютого, у кареті швидкої допомоги він помер від зупинки серця. На ньому був бронежилет, з двома кульовими влученнями, тому, попередньо, було розповсюджено інформацію щодо загибелі активіста від вогнепальних поранень, завданих снайпером. Втім, за результатами судово-медичної експертизи, на тілі Давида кульових поранень виявлено не було, в офіційному висновку щодо причин смерті було вказано гостру ішемію та серцеву недостатність. Також набула поширення неофіційна версія: у бронежилет влучили, але не пробили його дві кулі, сила удару від них викликала больовий шок і зупинку серця. Згодом, зі свідчень очевидців та близьких Давида Кіпіані, підтвердилася офіційна версія обставин його смерті: у чоловіка зупинилося серце, внаслідок фізичних та психологічних навантажень. Також з'ясувалося, що того вечора Давид одягнув уже прострілений раніше бронежилет свого друга Гочі Дадівадзе, це й зумовило поширення хибної інформації.

## Вшанування пам'яті
22 лютого в Тбілісі відбувся багатотисячний мітинг на підтримку Євромайдану в Україні, на якому також було вшановано пам'ять Дато Кіпіані та решти загиблих. Цього ж дня на Майдані Незалежності у Києві відбулося прощання із загиблим Давидом, пізно ввечері його тіло було перевезено на батьківщину, в Тбілісі, витрати з транспортування взяло на себе посольство Грузії в Україні. Зустрічали героя родичі, друзі, а також громадяни міста, грузинські державні діячі. Похорон Дато Кіпіані, на який прийшли сотні людей, відбувся у вівторок, 25 лютого 2014, в Церкві Всіх Святих у Тбілісі. Поховано Давида на місцевому цвинтарі. Мерія міста взяла на себе витрати з поховання, а також повідомила про надання фінансової допомоги сім'ї загиблого.
Колишній президент Грузії Міхеїл Саакашвілі висловив слова співчуття сім'ї Давида Кіпіані, а також свою думку щодо участі грузинів у подіях Євромайдану та з приводу загибелі Дато, зазначивши, що той знаходився в Києві не за партійними чи іншими політичними інтересами:
|                                                 | ... Багато хто запитує, що роблять грузини в Україні? Кажуть, що це не наша боротьба. А насправді, на Майдані, де приходить кінець російської імперії, вирішується доля Грузії. Щоб зрозуміти, навіщо грузини знаходяться в Україні, ми повинні зрозуміти, чому українці приїжджали до Грузії. Незадовго до смерті Дато загинув Юрій Вербицький. За повідомленнями українських ЗМІ, він воював в Абхазії. Всі, хто пам’ятає цю війну, знає історію українських солдатів, оточених російським спецназом. Українці кричали: «Грузини не здаються!» І до останнього билися з ворогом. Тоді українці боролися за Грузію і, значить, за Україну. А Дато в Києві боровся за Україну і, значить, за Грузію, за Свободу! Маленький син Дато, певно не буде пам’ятати батька, але він буде рости, у звільнених від імперії, Грузії та Україні. І завжди буде знати, що прапор Грузії гордо майорів на Майдані. І коли спробували у Дато відняти прапор, він його відстояв, зберігши гідність, а після і життя віддав, але з українського Майдану він пішов переможцем. |
| — Міхеїл Саакашвілі про загибель Давида Кіпіані | |

## Нагороди
- Орден Героїв Небесної Сотні (27 листопада 2014) — за громадянську мужність, патріотизм, відстоювання конституційних засад демократії, прав і свобод людини, виявлені під час Революції гідності (посмертно)[13][14]
- Медаль «За жертовність і любов до України» (УПЦ КП, червень 2015) (посмертно)[15]